# Cap dera Potèrla
El Cap dera Potèrla és una muntanya de 1.781 metres que es troba entre els municipis de Canejan, a la comarca de la Vall d'Aran i França.